# Grand Prix de Saumur
Le Grand Prix de Saumur est une ancienne course cycliste française, organisée de 1928 à 1939 à Saumur dans le Maine-et-Loire.

## Palmarès
| Année | Vainqueur          | Deuxième           | Troisième            |
| ----- | ------------------ | ------------------ | -------------------- |
| 1928  | Roger Gaumont      | Julien Volbrecht   | Gabriel Rérolle      |
| 1929  | René Deguai        | René Guignaudeau   | Roger Gaumont        |
| 1930  | Armel Desouches    | René Deguai        | Marcel Lecharpentier |
| 1931  | Maurice Lhotellier | Yves Le Goff       | Armel Desouches      |
| 1932  | Yves Le Goff       | René Deguai        | Giuseppe Sciardis    |
| 1933  | Yves Le Goff       | Jean Fontenay      | Marcel Mahé          |
| 1935  | Gino Sciardis      | Maurice Tenneguin  | Michel Roulier       |
| 1936  | Giuseppe Sciardis  | Gino Sciardis      | Marcel Kerhamon      |
| 1937  | Georges Laizé      | Georges Chenevé    | Maurice Angebault    |
| 1938  | Dady Foucault      | Léon Dubar         | Maurice Lhotellier   |
| 1939  | Claude Robin       | Maurice Lhotellier | Gino Cavallaro       |